# Liste der Members des Order of Canada/A
Diese Liste gibt einen Überblick aller Personen, denen die Auszeichnung Member of the Order of Canada verliehen wurde.

## A
1. Monroe Abbey (ernannt am 18. Dezember 1978)
2. Irving Martin Abella
3. Arnold Aberman (2011)
4. Alan Rockwell Abraham
5. Diana Hains Meltzer Abramsky
6. Baha Abu-Laban (2013)
7. Carolyn Acker (2012)
8. Dyane Adam (2012)
9. F. Wayne Adams
10. Miriam Adams (2011)
11. Nancy Adams
12. Frances M. Adaskin
13. William Adkins
14. Ewan Affleck (2013)
15. Mary C. Agnew
16. Freda Ahenakew
17. William John Aide (2012)
18. Archibald (Archie) Alexander Alleyne (2011)
19. Ellen Aloysia Ahern
20. Robert Aitken
21. Irvin William Akerley
22. Etuangat Aksayook
23. Madeline-Ann Aksich
24. Ida Albo (2015)
25. Norman Z. Alcock
26. Patricia Aldana
27. Montague E. Alford
28. M. Azhar Ali Khan, Ottawa, Ontario
29. Mary Elyse Allan (2014)
30. Maurice Allan
31. Bertha Allen
32. Douglas E.M. Allen
33. Jean-Léon Allie
34. Mary Macaulay Allodi
35. Anne-Marie Alonzo
36. J. Stewart Alsbury
37. Estelle Marguerite Amaron
38. Lanfranco Amato
39. Michael M. Ames
40. Anahareo
41. Gregory Anaka
42. Sarah Anala
43. Andrew Charles Anderson
44. Anne Anderson
45. Boyd M. Anderson
46. Charles Anderson
47. Doris Anderson
48. Garry W. Anderson
49. George D. Anderson
50. James Ernest Anderson
51. Patsy Anderson (2012)
52. Mathieu André
53. Margaret Weir Andrekson
54. Gerald Smedley Andrews
55. Ralph LeMoine Andrews
56. Garnet Angeconeb (2012)
57. Aubie Angel (2015)
58. John B. Angel
59. René Angélil (2012)
60. Mark Angelo
61. Margaret Sharp Angus
62. Murray Angus, Ottawa, Ontario
63. Louise Cimon Annett
64. Eric Anoee
65. Anthony G. Anselmo
66. Nabil N. Antaki
67. Kell Antoft
68. C. J. Sylvanus Apps
69. T. M. (Mike) Apsey
70. Madeleine Marie Gertrude Arbour
71. Roméo Arbour
72. Jean-Baptiste (John) Arcand
73. Camille Archambault
74. David B. Archer
75. Maurice G. Archer
76. Violet B. Archer
77. Donald C. Archibald
78. George William Archibald (2012)
79. H. David Archibald
80. Georges A. Arès
81. Margaret Arkinstall
82. Raffi Armenian
83. Margaret-Ann Armour
84. Bromley Lloyd Armstrong
85. Cathryne H. Armstrong
86. Elsje Armstrong
87. Gordon W. D. Armstrong
88. Jack Armstrong
89. Neil Mackenzie Armstrong
90. Sally Wishart Armstrong
91. William M. Armstrong
92. Gordon E. Arnell
93. Abraham J. Arnold
94. Bona Arsenault
95. Fernand Arsenault
96. Iphigenie Arsenault
97. J. Edmond Arsenault
98. Monique Arsenault
99. Rina Arseneault (2013)
100. Paul Rodney Arthur
101. Dorothy K. Ash
102. Mira Ashby-Praunsperger von Hadesdorf
103. Pitseolak Ashoona
104. Tony Aspler
105. Marthe Asselin-Vaillancourt
106. George Athans
107. George Stuart Atkins
108. Evelyn Mary Atkinson
109. Robert Roy Atkinson
110. Claude B. Aubry
111. J. Denis AuCoin
112. Peter Aucoin
113. Michael James Audain
114. Henri Audet
115. Louis Audet (2013)
116. Paul-A. Audet
117. Pierre Audet-Lapointe
118. Michael James Audain West Vancouver, British Columbia
119. Larry Audlaluk
120. Annette Helene Augustine
121. Jean Augustine, Toronto, Ontario
122. Isabel George Hutcheson Auld
123. W. Murray Auld
124. Steven K.H. Aung
125. John Avison
126. Daniel Edward Aykroyd
127. Antoine Ayoub
128. Lewis Haldane Miller Ayre
129. Miller H. Ayre
130. David J. Azrieli
131. Suzanne Azzie